# Lenguaje periodístico
El lenguaje periodístico es una versión pragmática, artificial, hiperbólica, y usualmente sobre-abreviada del lenguaje, considerada como una característica del estilo noticioso que se utiliza frecuentemente en los medios de comunicación. Joe Grimm, profesor michiguense de periodismo comparó a los diarios con una «voz escénica»: «Escribimos en lenguaje periodístico por costumbre, a veces por capacitación equivocada, y para sonar urgente, autoritario y, bueno, periodístico. Pero no sirve nada de eso».

## Críticas
Algunas personas consideran el lenguaje periodístico como entretenido, por un uso del lenguaje que a menudo es colorido. Se debe en parte a la necesidad de brevedad, particularmente en los titulares, y por lo tanto puede servir para un propósito útil.
El periodista Robert Hutton critica el lenguaje periodístico diciendo que «la escritura perezosa va con un pensamiento perezoso», y a menudo es una señal de una historia débil con poca evidencia o un intento de disfrazar algo más significativo o interesante: «el lenguaje periodístico es como el cuento de un jugador de póker: muestra que el periodista sabe que la historia es frágil y que está tratando de hacerla parecer más sólida».
Otros critican el uso de la voz pasiva y construcciones similares en las revistas como una forma de redacción de comadreja que un escritor elige «ocultar al culpable» de la acción que el escritor está describiendo.
Los subeditores (editores de copias) en los periódicos están capacitados para eliminarlo, y el New York Times incluso tiene un corrector ortográfico personalizado que señala ejemplos de lenguaje periodístico particularmente atroces.

## Ejemplos
El lenguaje periodístico a menudo adopta la forma de frases redundantes como «forjaron un acuerdo» o «exigieron restricciones más estrictas». En el lenguaje periodístico también se tiene en cuenta la elección de las palabras; esto es más obvio con el uso de palabras raras, arcaicas o fósiles lingüísticos, es decir, palabras preservadas en una expresión o frase hecha pero inusual u obsoleta en cualquier otro contexto, como la preposición so («so pena de») o fuere («sea como fuere»). 
El lenguaje periodístico surge de la necesidad de ahorrar espacio en la página mediante el uso de palabras o frases más cortas. Esto se ve cuando las fechas se adjetivizan para eliminar el verbo («El 22 de noviembre de 1963, asesinato de John F. Kennedy...») o se adverbian («El gobernador el jueves anunció...»). También es la causa de algunas de las palabras arcaicas mencionadas anteriormente y del uso de la palabra ataque para significar «criticar», lo que puede causar ambigüedad si es posible un ataque físico o militar entre las partes nombradas. «Golpe» y «explosión» también se usan de esta manera.
Otra característica del lenguaje periodístico es la antropomorfización, como en la frase «La década de 1990 vio un aumento en el crimen», que se utiliza para evitar el uso del pasado de «aumentar», como en «El crimen aumentó en la década de 1990». Otras formas incluyen el uso de onomatopeya, genitivos de nombres de lugares («El Central Park de Nueva York» en lugar de «El Central Park en Nueva York») y artículos de relleno.